# Phillip D. Zamore

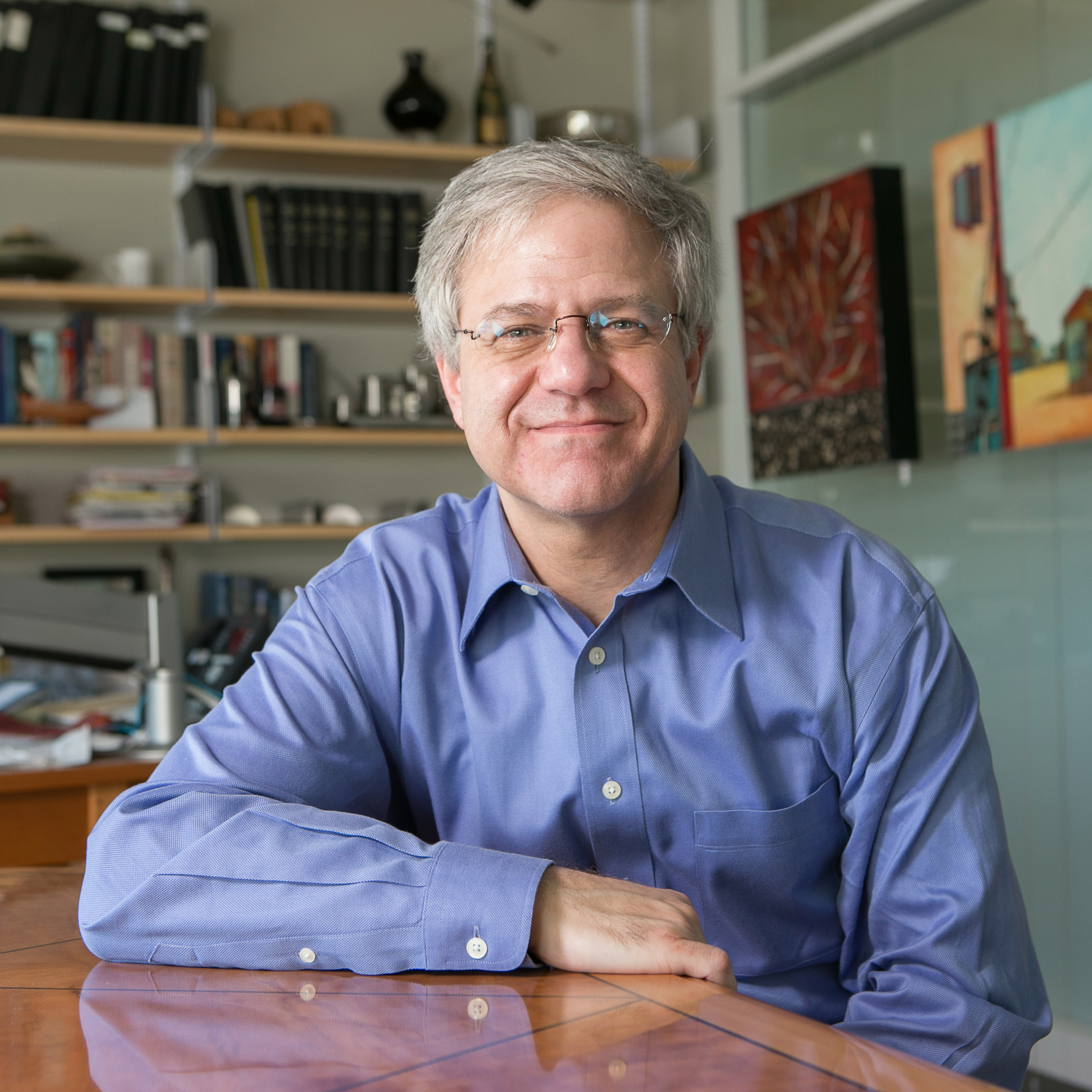
Phillip D. Zamore, 2015

Phillip D. Zamore (* 29. November 1963 in Brooklyn, New York City, New York) ist ein US-amerikanischer Biochemiker und Molekularbiologe an der University of Massachusetts Medical School in Worcester, Massachusetts.

## Leben und Wirken
Zamore erwarb an der Harvard University 1986 einen Bachelor und 1992 bei Michael R. Green einen Ph.D. in Biochemie und Molekularbiologie. Als Postdoktorand arbeitete er bei David P. Bartel am Massachusetts Institute of Technology, bei Ruth Lehmann am Whitehead-Institut für biomedizinische Forschung und bei James R. Williamson am Scripps Research Institute. Seit 1999 ist er an der University of Massachusetts Medical School. Hier ist er (Stand 2024) Gretchen Stone Cook Professor of Biomedical Sciences und Leiter („Chair“) des RNA Therapeutics Institute. Seit 2008 forscht Zamore zusätzlich für das Howard Hughes Medical Institute.
Zamore und Mitarbeiter befassen sich mit Argonautenproteinen und verschiedenen Mechanismen der Stummschaltung (Gen-Silencing) von kleinen RNA-Molekülen, darunter RNA-Interferenz, MicroRNA und PIWI-Protein-Interaktionen. Ziel ist die Übertragung der Erkenntnisse auf mögliche Therapien bei Erkrankungen des Menschen. Er gehört zu den Gründern von Alnylam Pharmaceuticals, das Therapeutika auf der Basis der RNA-Interferenz entwickelt, und von Voyager Therapeutics.
Laut Google Scholar hat Zamore einen h-Index von 107, laut Datenbank Scopus einen von 85 (jeweils Stand Juli 2024).

## Auszeichnungen (Auswahl)
- 2023 Mitglied der National Academy of Sciences[3]
- 2023 Mitglied der American Academy of Arts and Sciences[4]
- 2023 Mitglied der National Academy of Medicine[5]